# Sebastian Hiort af Ornäs
Sebastian Leopold Wilhelm Hiort af Ornäs, född 14 december 1992 i Maria Magdalena församling, Stockholm, är en svensk skådespelare.
Hiort af Ornäs debuterade 2010 i filmen Sebbe, där han gjorde titelrollen. För rollen fick han motta priser vid festivaler i Laon, Durban och Trencianske Teplice och blev även Guldbaggenominerad för bästa manliga huvudroll. 2013 medverkade han i långfilmen Ömheten, TV-serierna Den fördömde och Morden i Sandhamn samt kortfilmen Ett Hopp.
Sebastian Hiort af Ornäs är son till Peter Hiort af Ornäs och Susanne Westerman. Fadern var brorson till skådespelaren Barbro Hiort af Ornäs. Farmodern Ingrid Hiort af Ornäs var radiochef.

## Filmografi
- 2010 – Sebbe
- 2013 – Den fördömde (TV-serie)
- 2013 – Ett Hopp
- 2013 – Morden i Sandhamn (TV-serie)
- 2013 – Ömheten
- 2015 – Cirkeln
- 2015 – Boys
- 2016 – Beck – Gunvald
- 2017 – Kluven Dröm
- 2017 – The Unexpected Promotion
- 2018 – Stackars Djur
- 2018 – Who the Hell Are Our Untold Story!?